# Cottonseed Clark
Cottonseed Clark (* 12. April 1909 als Sim Clark Fulks; † 9. Januar 1992) war ein US-amerikanischer Country-Musiker und Hörfunkmoderator.

## Leben
Anfang der 1940er-Jahre wurde Clark festes Mitglied des Hollywood Barn Dances aus Hollywood. Während der 1940er- und 1950er-Jahre war er einer der populärsten Rundfunk-Persönlichkeiten innerhalb der Country-Szene an der Westküste der USA. Er moderierte Shows auf zahlreichen Radiosendern und war auch MC verschiedener Country-Stageshows.
Mit Carolina Cotton trat er häufig auf und spielte 1947 in dem Film Smoky River Serenade mit. 1948 schrieb er zusammen mit Fred Rose den Hit Texarkana Baby, der unter anderem von Eddy Arnold aufgenommen wurde.
In den 1950er-Jahren initiierte Cottonseed Clark eine Reihe weiterer Shows wie den Country Carnival Barn Dance (ab 1948) oder den California Hayride (ab 1956). Bis in die 1970er-jahre hinein war Cottonseed Clark als Radiomoderator verschiedener kalifornischer Radiostationen aktiv. Sein Erkennungssong war der Steel Guitar Rag, den er zu Anfang jeder Show spielte.
Cottonseed Clark starb weitgehend unbeachtet 1992.

## Diskographie

### Alben
- 1961: Homespun Philosophy (Fox)